# Lijst van afleveringen van Lilyhammer
Dit is een lijst van afleveringen van de Noors-Amerikaans televisieserie Lilyhammer. De serie telt drie seizoenen en 24 afleveringen. In het onderstaande overzicht staan al deze afleveringen.

## Seizoen 1
| № | Naam               | Internationale naam  | Uitzendatum ()   | Verschijndatum op Netflix | Kijkcijfers ()           | Regisseur            |
| - | ------------------ | -------------------- | ---------------- | ------------------------- | ------------------------ | -------------------- |
| 1 | Reality check      | Reality Check        | 25 januari 2012  | 6 februari 2012           | 998.000 (Noors record)   | Simen Alsvik         |
| 2 | De flamingo        | The Flamingo         | 1 februari 2012  | 6 februari 2012           | 1.024.000 (Noors record) | Simen Alsvik         |
| 3 | Guantanamo blues   | Guantanamo Blues     | 8 februari 2012  | 6 februari 2012           | 1.073.000 (Noors record) | Geir Henning Hopland |
| 4 | De vroedvrouw      | The Midwife          | 15 februari 2012 | 6 februari 2012           | 993.000                  | Geir Henning Hopland |
| 5 | Mijn soort stad    | My Kind of Town      | 22 februari 2012 | 6 februari 2012           | 1.077.000 (Noors record) | Lisa Marie Gamlem    |
| 6 | Werk aan de winkel | Pack Your Lederhosen | 29 februari 2012 | 6 februari 2012           | 918.000                  | Lisa Marie Gamlem    |
| 7 | De babysitter      | The Babysitter       | 7 maart 2012     | 6 februari 2012           | 1.023.000                | Geir Henning Hopland |
| 8 | Trollen            | Trolls               | 14 maart 2012    | 6 februari 2012           | 967.000                  | Geir Henning Hopland |

## Seizoen 2
| № | Naam                    | Internationale naam | Uitzendatum ()   | Verschijndatum op Netflix | Kijkcijfers () | Regisseur            |
| - | ----------------------- | ------------------- | ---------------- | ------------------------- | -------------- | -------------------- |
| 1 | Milwall-baksteen        | Millwall Brick      | 23 oktober 2013  | 13 december 2013          | 922.000        | Simen Alsvik         |
| 2 | Out of Africa           | Out of Africa       | 30 oktober 2013  | 13 december 2013          | 868.000        | Simen Alsvik         |
| 3 | Fiddler's Green         | Fiddler's Green     | 6 november 2013  | 13 december 2013          | 782.000        | Ole Endresen         |
| 4 | De zwarte teen          | The Black Toe       | 13 november 2013 | 13 december 2013          |                | Ole Endresen         |
| 5 | Het eiland              | The Island          | 20 november 2013 | 13 december 2013          |                | Ole Endresen         |
| 6 | Bijzonder onderwijs     | Special Education   | 27 november 2013 | 13 december 2013          |                | Geir Henning Hopland |
| 7 | De vriezer              | The Freezer         | 4 december 2013  | 13 december 2013          |                | Geir Henning Hopland |
| 8 | Spoken uit het verleden | Ghosts              | 11 december 2013 | 13 december 2013          |                | Geir Henning Hopland |

## Seizoen 3
| № | Naam | Internationale naam        | Uitzendatum ()   | Verschijndatum op Netflix | Kijkcijfers () | Regisseur        |
| - | ---- | -------------------------- | ---------------- | ------------------------- | -------------- | ---------------- |
| 1 |      | Tiger Boy                  | 29 oktober 2014  | 21 november 2014          | 663.000        | Simen Alsvik     |
| 2 |      | Stranded                   | 5 november 2014  | 21 november 2014          | 563.000        | Simen Alsvik     |
| 3 |      | The Homecoming             | 12 november 2014 | 21 november 2014          |                | Øystein Karlsen  |
| 4 |      | The Jump                   | 19 november 2014 | 21 november 2014          |                | Øystein Karlsen  |
| 5 |      | Tommy                      | 26 november 2014 | 21 november 2014          |                | Øystein Karlsen  |
| 6 |      | Where the Grass is Greener | 3 december 2014  | 21 november 2014          |                | Tuva Novotny     |
| 7 |      | The Funeral                | 10 december 2014 | 21 november 2014          |                | Øystein Karlsen  |
| 8 |      | Loose Ends                 | 17 december 2014 | 21 november 2014          |                | Steven Van Zandt |